# Marka szwedzka
Marka szwedzka (szwedz. mark penningar) – dawna waluta szwedzka używana do 1798 roku.
Najstarsze znane monety, które bito na terenie Szwecji pochodzą z XI wieku. Podstawową jednostką wagi była wówczas marka, odpowiednik stosowanej w Polsce grzywny. Pierwszymi monetami szwedzkimi były fenigi, które bito w ustalonej ilości z 1 marki srebra o z góry założonej próbie. Spowodowało to, że z biegiem czasu marka (podobnie jak w Polsce grzywna) stała się pieniężną jednostką obrachunkową równą 192 fenigom. W 1370 roku pojawiła się grubsza moneta o nazwie örtug równa 8 fenigom. Ponieważ zawierał on 1,05 grama czystego srebra, na markę przypadało 25,2 gramów srebra. Gdy za panowania Eryka Pomorskiego wprowadzono fyrka, ustalił się nowy system pieniężny, w którym marka była równa 24 örtugi lub 48 fyrków lub 192 fenigi. W XV wieku marka szwedzka pod względem wartości odpowiadała 24 polskim groszom. Marka jako moneta po raz pierwszy pojawiła się dopiero w 1536 roku.
W 1560 roku w opartym na marce systemie marka była równa 8 öre lub 16 örtugów lub 32 fyrki lub 192 fenigi. W 1534 roku wprowadzono w Szwecji talara (Riksdaler), który początkowo był równy 3 markom, potem w 1560 roku 4 markom. Dalsza dewaluacja marki sprawiła, że cena talara w markach rosła. Używano jednak w rozliczeniach talara obrachunkowego (riksdaler riksmynt), który stale był równy 4 markom.
W 1664 roku wprowadzono carolina równego 2 markom, lub połowę talara obrachunkowego. Zawierająca wtedy nieco ponad 3,5 grama czystego srebra marka miała siłę nabywczą równą 3/4 ówczesnego złotego polskiego. W 1718 roku zawartość srebra w marce spadła do około 2,3 gramów, ale na skutek reformy w 1752 roku ilość srebra przypadająca na markę szwedzką wzrosła do około 3,25 gramów. Według nowej reformy z 1776 roku marka stanowiła 1/12 riksdalera zawierającego 25,655 gramów czystego srebra – zatem na 1 markę przypadało 2,1379 gramów srebra.
W końcu XVIII wieku marka była coraz rzadziej używana, aż w wyniku reformy z 1798 roku została ostatecznie wyeliminowana ze szwedzkiego systemu walutowego.

## Literatura
- Zbigniew Żabiński, Rozwój systemów pieniężnych w Europie zachodniej i północnej, Zakład Narodowy Imienia Ossolińskich – Wydawnictwo, Wrocław 1989, ISBN 83-04-02992-8